# Hatta (ort)
Hatta är en ort i Indien.   Den ligger i distriktet Damoh och delstaten Madhya Pradesh, i den centrala delen av landet, 600 km söder om huvudstaden New Delhi. Hatta ligger 336 meter över havet och antalet invånare är 30 854.
Terrängen runt Hatta är mycket platt. Runt Hatta är det ganska tätbefolkat, med 111 invånare per kvadratkilometer. Det finns inga andra samhällen i närheten. Trakten runt Hatta består till största delen av jordbruksmark.